# Amsterdamsche Football Club Ajax
L'Amsterdamsche Football Club Ajax (Euronext: AJAX), meglio noto semplicemente come Ajax, è una società calcistica olandese con sede nella città di Amsterdam. Milita nella Eredivisie, la massima serie del campionato nazionale, e gioca le partite casalinghe alla Johan Cruijff Arena.
A livello internazionale è la prima squadra nei Paesi Bassi per numero di titoli ufficiali vinti: 10. Nella bacheca del club figurano: 4 Coppe dei Campioni/UEFA Champions League, 1 Coppa delle Coppe, 1 Coppa UEFA/Europa League, 2 Supercoppe europee (è stata la prima compagine a vincere questa competizione) e 2 Coppe Intercontinentali. Tutti record a livello nazionale, ad esclusione della Coppa UEFA/Europa League. È stata la prima olandese a centrare il triplete classico (campionato, coppa nazionale, Coppa dei Campioni/Champions League) nella stagione 1971-1972.
A livello nazionale è la prima squadra nei Paesi Bassi per numero di titoli ufficiali vinti: 65. Nella bacheca del club figurano: 36 campionati (record), 20 Coppe dei Paesi Bassi (record) e 9 Supercoppe dei Paesi Bassi. Complessivamente il club si è aggiudicato 75 trofei ufficiali, 65 nazionali e 10 internazionali, che la rendono la squadra più vincente nei Paesi Bassi e una delle più blasonate al mondo.
Insieme con PSV e Feyenoord fa parte delle "tre grandi" del calcio olandese. Con quest'ultima squadra vi è la maggiore rivalità: le due compagini disputano il Klassieker, l'incontro "classico" del calcio olandese. L'Ajax occupa il primo posto della classifica perpetua dell'Eredivisie ed è famosa per il suo florido vivaio; la società ha posseduto anche una succursale in Sudafrica, l'Ajax Cape Town.

## Storia
L'Amsterdamsche Football Club Ajax fu fondato ad Amsterdam il 18 marzo 1900. Nel 1911 raggiunse la promozione nella massima divisione del campionato olandese di calcio e iniziò ad utilizzare la caratteristica divisa bianca con la banda rossa al centro, che con il tempo sarebbe diventata uno dei segni distintivi del club. Ottenne di lì a poco i primi successi, vincendo la Coppa dei Paesi Bassi nel 1916-1917 e il titolo olandese nel 1917-1918 e nel 1918-1919; la squadra chiuse quest'ultima annata da imbattuta, per la prima volta nella sua storia.
Negli anni '20 l'Ajax dominò la scena regionale, vincendo il campionato di Eerste Klasse West nel 1921, 1927 e 1928, ma non riuscì a confermare il successo a livello nazionale. La situazione mutò negli anni '30, quando, con Piet van Reenen in squadra, la compagine di Amsterdam si aggiudicò cinque campionati olandesi (1930-1931, 1931-1932, 1933-1934, 1936-1937 e 1938-1939), diventando la squadra più vincente dei Paesi Bassi in quel decennio. L'Ajax si aggiudicò per la seconda volta la coppa nazionale nel 1942-1943 e l'ottavo titolo olandese nel 1946-1947; quest'ultimo titolo, al pari di tutti i successi sin qui ottenuti tranne l'ultima coppa, fu vinto sotto la guida dell'allenatore Jack Reynolds, considerato il pioniere del calcio totale.
Nel 1956, nella prima stagione del nuovo campionato professionistico olandese, la Eredivisie, l'Ajax, in cui si distinse la bandiera Sjaak Swart (primatista di presenze nella storia del club), si laureò campione. Partecipò dunque alla Coppa dei Campioni 1957-1958, dove fu eliminato dai campioni di Ungheria del Vasas (6-2 il risultato complessivo) ai quarti di finale. Un altro titolo fu vinto nel 1959-1960 quando Henk Groot fu capocannoniere, e una terza coppa nazionale nel 1961.

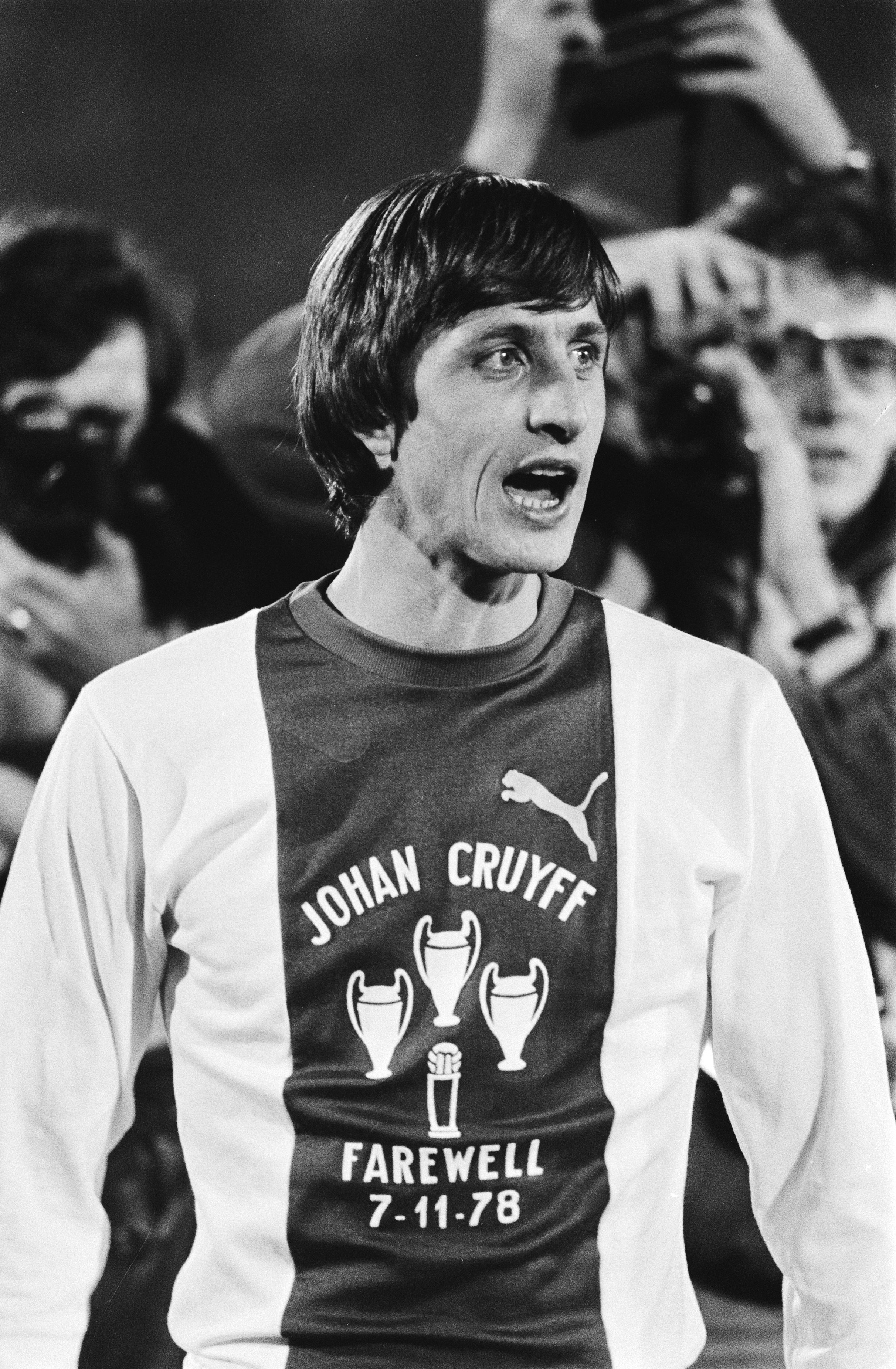
Johan Cruijff militò nell'Ajax dal 1959 al 1973 e dal 1981 al 1983, vincendo tre Coppe dei Campioni. La società ha ritirato la sua maglia, la numero 14. Cruijff fu anche allenatore della squadra dal 1985 al 1988.

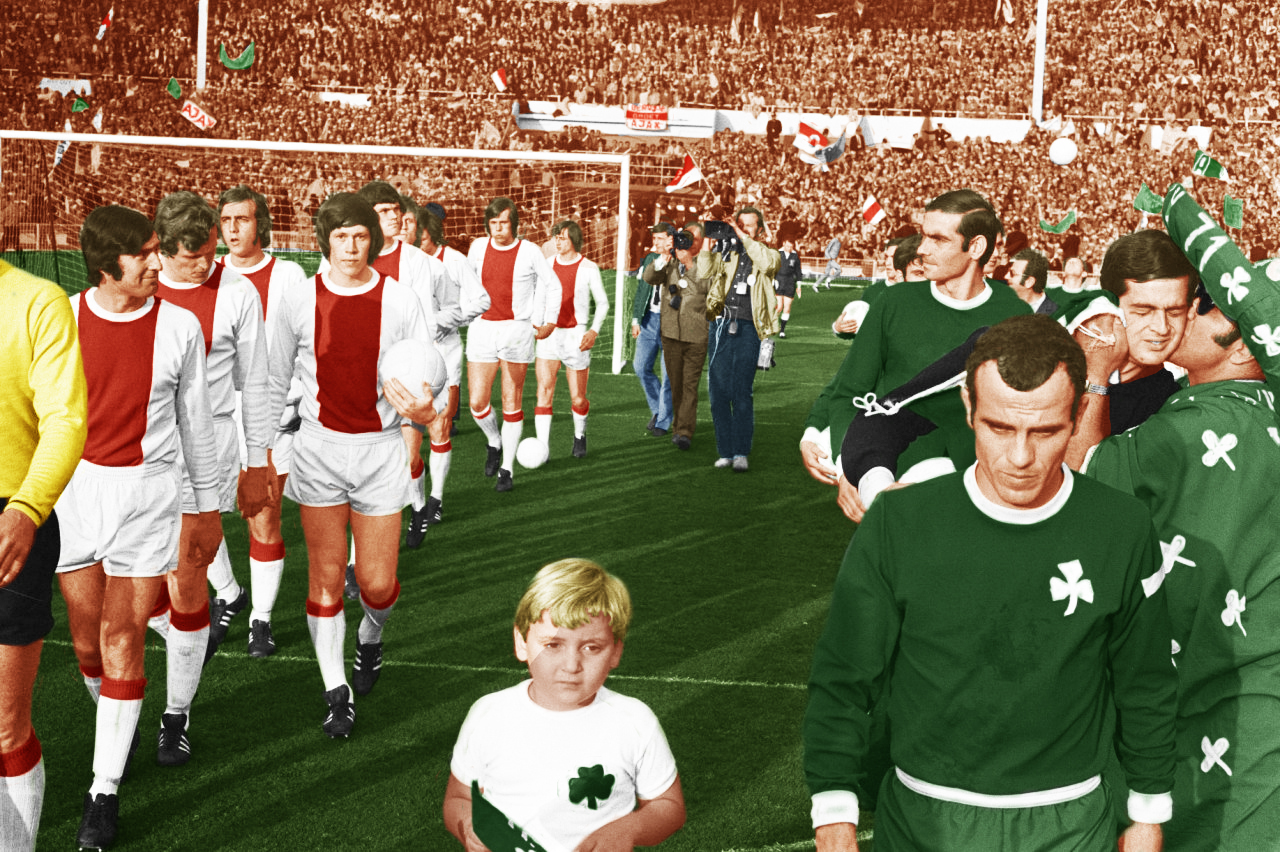
L'Ajax contro il nella finale della Coppa dei Campioni 1970-1971.

All'inizio del 1965 fu Rinus Michels, ex calciatore del club dal 1946 al 1958, ad assumere la guida tecnica dell'Ajax. Egli adottò la filosofia del cosiddetto calcio totale appresa sotto Reynolds, che storicamente viene associata all'Ajax e alla nazionale olandese. Aveva inoltre da poco esordito in prima squadra Johan Cruijff, che sarebbe divenuto il più grande calciatore olandese. Michels e Cruijff guidarono l'Ajax nel periodo più fruttuoso della storia del club, impreziosito da sette titoli nazionali, quattro Coppe d'Olanda e, in campo internazionale, ben tre Coppe dei Campioni vinte consecutivamente, una Supercoppa Europea ed una Coppa Intercontinentale.
L'Ajax si aggiudicò il campionato nel 1965-1966, nel 1966-1967 e nel 1967-1968; raggiunse anche la prima finale europea nella Coppa dei Campioni 1968-1969, persa però per 4-1 contro il Milan. Nella stagione 1966-1967 segnò 122 reti in Eredivisie (record) e vinse la Coppa dei Paesi Bassi, conseguendo per la prima volta un double. Nel 1969-1970 ottenne un nuovo double, il secondo in cinque stagioni, grazie a 27 vittorie su 34 partite di campionato, con 100 gol segnati.
La stagione 1970-1971 vide l'Ajax confermarsi vincitore della coppa nazionale e raggiungere un'altra finale europea in Coppa dei Campioni, dove batté il Panathīnaïkos per 2-0 con reti di Dick van Dijk e Arie Haan e si laureò così campione d'Europa per la prima volta. Nel 1971, inoltre, Cruijff vinse il Pallone d'oro. Dopo il successo continentale Michels divenne l'allenatore del Barcellona e fu sostituito da Ștefan Kovács; il rumeno nella stagione di esordio vinse la seconda Coppa dei Campioni consecutiva (2-0 in finale all'Inter, con doppietta di Cruijff) e conseguì un nuovo double, grazie al quindicesimo titolo olandese e alla terza Coppa dei Paesi Bassi vinta consecutivamente: ottenne così il primo triplete. Nella stagione 1972-1973 la squadra, sconfiggendo l'Independiente, si aggiudicò la Coppa Intercontinentale e vinse, per la terza volta consecutiva, la Coppa dei Campioni (1-0 in finale contro la Juventus, con gol di Johnny Rep), impresa che non riusciva ad alcuna squadra dai tempi del Real Madrid degli anni '50, oltre a confermarsi campione nazionale.
Nel 1973 il Barcellona di Michels stabilì un nuovo record di esborso nel calciomercato per assicurarsi le prestazioni di Cruijff. Anche Kovács lasciò il club per divenire commissario tecnico della Francia, mentre negli anni successivi lasciarono a mano a mano il club anche gli altri protagonisti di questa epoca di successi internazionali: tra di questi Wim Suurbier, Barry Hulshoff, Horst Blankenburg, Ruud Krol, Johan Neeskens, Piet Keizer e Gerrie Mühren. Nella stagione 1976-1977 un Ajax in ricostruzione vinse nuovamente il campionato dopo quattro anni e nel 1978-1979 centrò il double, anche grazie ai nuovi innesti di Ruud Geels, quattro volte capocannoniere in Eredivisie, di Piet Schrijvers, di Tscheu La Ling e di Dick Schoenaker e dei danesi Frank Arnesen e Søren Lerby. Poco dopo il club arrivò alle semifinali della Coppa dei Campioni 1979-1980, dove venne eliminato dal Nottingham Forest.

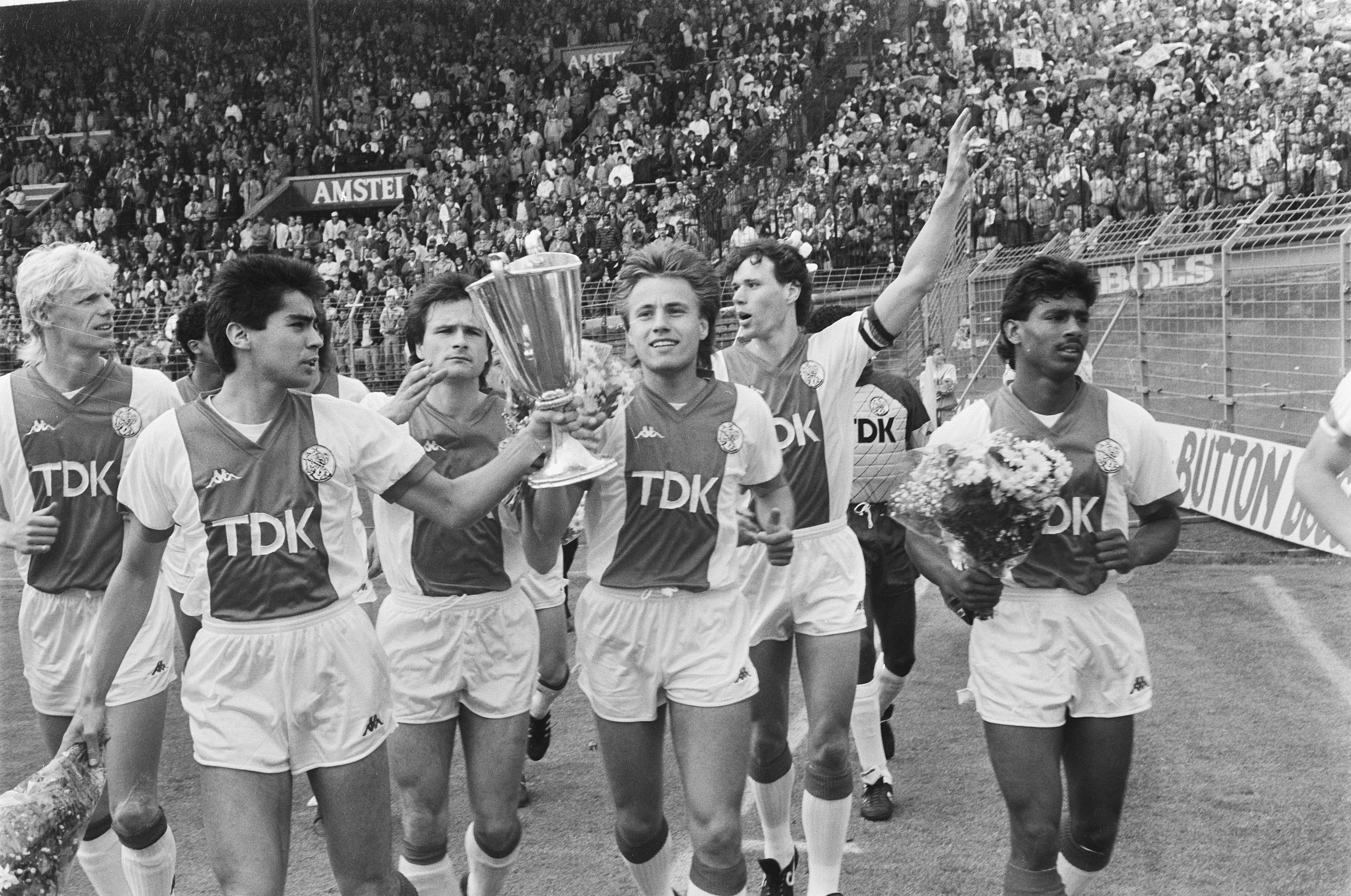
Arnold Scholten, Sonny Silooy, Peter Boeve, Rob Witschge, Marco van Basten e Aron Winter con la Coppa delle Coppe 1986-1987.

I primi anni '80 videro il ritorno di Cruijff all'Ajax e l'emergere dei giovani talenti Gerald Vanenburg, Marco van Basten e Frank Rijkaard. La squadra vinse due titoli olandesi di fila, nel 1981-1982 e 1982-1983, con i tre calciatori decisivi insieme nell'ultima stagione; altri elementi importanti della rosa furono Wim Kieft, John van 't Schip, Jesper Olsen, Jan Molby e Sonny Silooy, dal 1983-1984 Ronald Koeman, John Bosman e Stanley Menzo e dal 1984-1985 Rob de Wit. Dopo la cessione di Cruijff al Feyenoord nel 1983, l'attaccante Marco van Basten, poi affermatosi come uno dei migliori centravanti di tutti i tempi, divenne il nuovo leader dell'Ajax e fu il capocannoniere della Eredivisie per quattro stagioni di fila, dal 1983-1984 al 1986-1987.
Nel 1985 Cruijff tornò all'Ajax nelle vesti di allenatore e concluse la prima stagione in carica con un bilancio di 120 gol segnati in 34 partite, anche se l'Ajax dovette accontentarsi del secondo posto in Eredivisie alle spalle del PSV con ben otto punti di margine. Nel 1986-1987 la squadra mancò ancora il successo finale in campionato, ma vinse la Coppa delle Coppe, il primo trofeo internazionale dopo quattordici anni, sconfiggendo 1-0 in finale la Lokomotive Lipsia con gol di van Basten. Cruijff lasciò ancora l'Ajax per accasarsi al Barcellona, mentre Rijkaard e Van Basten furono ceduti rispettivamente allo Sporting Lisbona e al Milan. Malgrado queste perdite l'Ajax raggiunse la finale della Coppa delle Coppe anche nel 1987-1988, ma perse contro i belgi del Malines.
Nel 1988-1989 un giovane attaccante di nome Dennis Bergkamp, che nel 1986 aveva esordito sotto la gestione di Cruijff, divenne il nuovo goleador dei lancieri, aiutandoli a vincere il titolo nel 1989-1990, per poi laurearsi capocannoniere della Eredivisie nel 1990-1991, 1991-1992 e 1992-1993. Sotto la guida di Louis van Gaal, l'Ajax vinse la Coppa UEFA nel 1991-1992 battendo nella doppia finale il Torino e diventando la seconda squadra, dopo la Juventus, ad aggiudicarsi tutte le coppe europee confederali.

L'Ajax della stagione 1995-1996, vincitore di Eredivisie, Supercoppa d'Olanda, Supercoppa UEFA e Coppa Intercontinentale, e finalista di Champions League.

Dopo la cessione di Bergkamp all'Inter nel 1993, van Gaal riportò ad Amsterdam l'esperto Rijkaard, che affiancò a giovani provenienti dal vivaio quali i gemelli Frank e Ronald de Boer, Edwin van der Sar, Clarence Seedorf, Edgar Davids, Michael Reiziger e Winston Bogarde, oltre alle stelle straniere Finidi George, Nwankwo Kanu e Jari Litmanen e al veterano Danny Blind, il capitano. La squadra rivinse il campionato olandese nel 1993-1994, per poi ripetersi nel 1994-1995 e nel 1995-1996, tornando ad aggiudicarsi tre campionati olandesi di fila (non accadeva dal 1968). L'apice del successo di van Gaal arrivò nella stagione 1994-1995, quando i lancieri completarono il campionato da imbattuti (prima e sinora unica squadra olandese a riuscire nell'impresa) e vinsero anche la UEFA Champions League nella finale contro il Milan, con gol decisivo del 18enne Patrick Kluivert. Nel 1995-1996 gli olandesi si aggiudicarono la Coppa Intercontinentale dopo aver battuto a Tokyo il Grêmio ai tiri di rigore: ottennero così un nuovo triplete, avendo vinto nell'anno solare i titoli nazionale, continentale e mondiale. L'annata vide gli ajacidi trionfare anche in Supercoppa UEFA e in Supercoppa nazionale e raggiungere nuovamente la finale di UEFA Champions League, dove furono sconfitti, ai rigori, dalla Juventus, che ebbe la meglio contro gli olandesi anche nella semifinale dell'edizione 1996-1997 del torneo.
Il ritorno dell'Ajax ai vertici del panorama calcistico europeo, avvenuto nell'arco di un triennio, non ebbe seguito, dato che van Gaal e molti membri della squadra lasciarono il club per alcune delle potenze calcistiche continentali, aiutati anche dalla sentenza Bosman. Gli anni 2000 videro, infatti, un declino della squadra di Amsterdam, capace di vincere solo due volte il campionato in dieci anni, anche se il settore giovanile si confermò fucina di talenti, producendo giocatori del calibro di Zlatan Ibrahimović, Wesley Sneijder e Rafael van der Vaart.
Frank de Boer, divenuto allenatore dell'Ajax nel 2010, guidò il club alla vittoria del primo titolo nazionale in sette anni, il trentesimo in totale, per poi confermarsi campione nel 2011-2012 e 2012-2013, ripetendo, dunque, quanto conseguito da calciatore negli anni '90 (tre titoli di fila). Nel 2013-2014 la squadra fu di nuovo campione dei Paesi Bassi, portando a quattro le affermazioni consecutive, per la prima volta nella storia del club. Dopo i due secondi posti delle due stagioni seguenti, de Boer si dimise nel maggio 2016. Il successore Peter Bosz guidò i suoi alla finale della Europa League 2016-2017, persa contro il Manchester Utd. A Bosz successe nel 2017 Erik ten Hag, che nel 2018-2019 ottenne risultati di rilievo in UEFA Champions League, portando la squadra dai turni preliminari alle semifinali del torneo dopo ventidue anni. Nella medesima annata i lancieri vinsero la Coppa dei Paesi Bassi dopo nove anni, imponendosi per 4-0 in finale contro il Willem II, e si aggiudicarono anche il campionato a cinque anni dall'ultima volta, riuscendo nel primo double dopo diciassette anni. Un altro double fu centrato nel 2020-2021, mentre nel 2021-2022 fu rivinto il campionato. Dopo la partenza di ten Hag (ingaggiato dal Manchester United) poco prima dell'inizio della stagione 2022-23, l'Ajax accusò un periodo di crisi, mancando l'accesso alla Champions League (compresi i preliminari) per la prima volta dopo tredici partecipazioni consecutive. Nell'annata 24-25, sotto la guida di Francesco Farioli, l'Ajax torna a competere per il titolo, occupando per diverse giornate la prima posizione in Eredivisie, ma un calo di rendimento nelle ultime giornate fa scivolare il club in seconda posizione, chiudendo con tale piazzamento il campionato, riuscendo almeno ad ottenere un posto per la prossima Champions League.

## Colori e simboli

### Colori

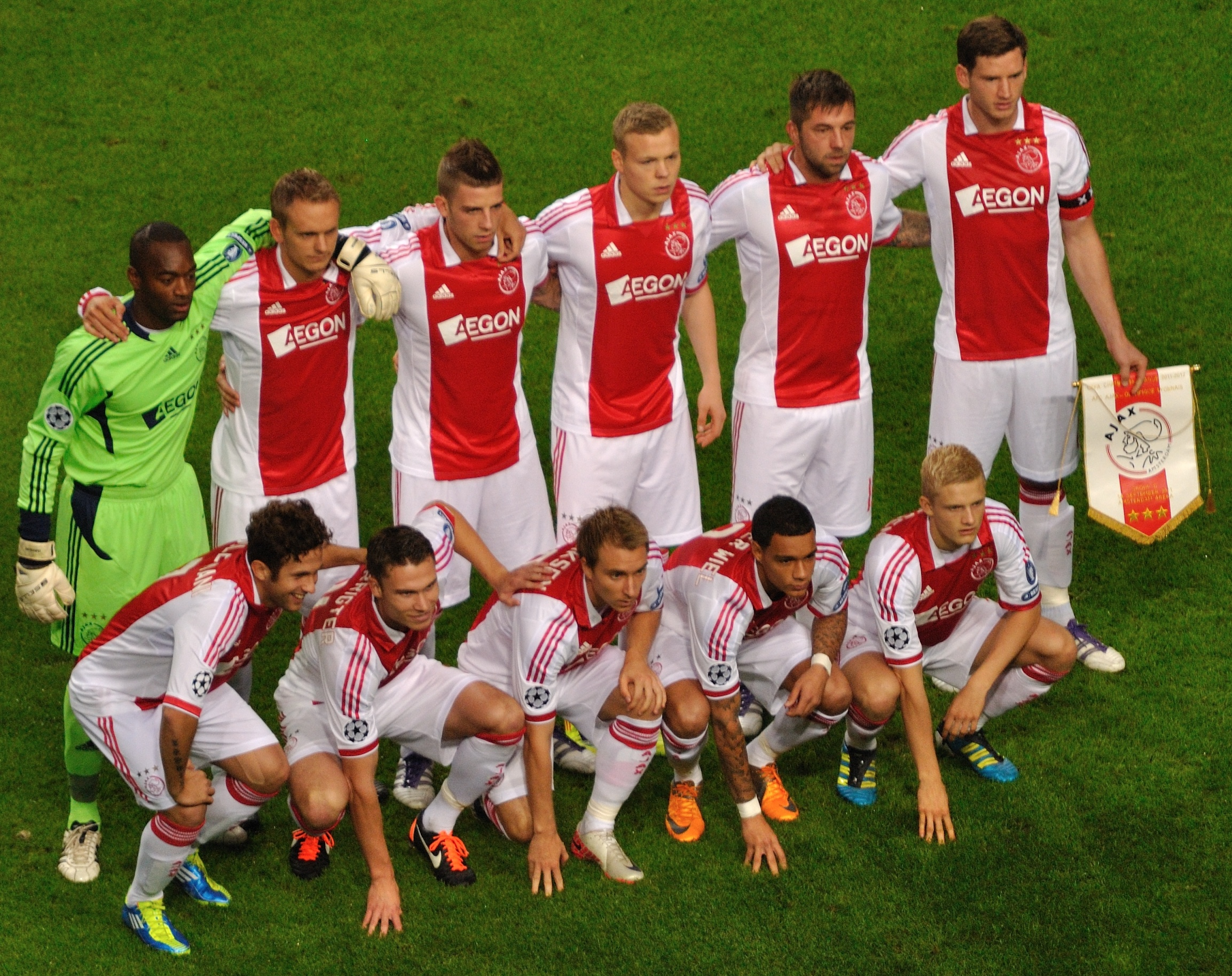
La squadra dell'Ajax nel settembre 2011 con la prima divisa classica

I colori della maglia dell'Ajax sono il bianco e il rosso; la maglia in particolare, bianca con una banda verticale rossa, è sicuramente diventata nel tempo una delle casacche più famose al mondo.

Ruud Krol in azione nel 1978 con la seconda divisa gialloblù dell'epoca

L'attuale divisa è stata adottata a partire dal 1911: all'inizio la squadra ha usato infatti un'uniforme di gioco nera con banda rossa; questa viene ben presto sostituita da una a righe bianco-rosse con pantaloncini neri: il rosso, il bianco e il nero sono i colori della bandiera di Amsterdam. Ma nel 1911 avviene la prima promozione in Eerste klasse, e la divisa dell'Ajax risulta uguale a quella dello Sparta Rotterdam. Non esistendo ancora le "seconde maglie", i Lancieri sono obbligati al cambio.

### Simboli ufficiali

#### Stemma
Il simbolo dell'Ajax rappresenta la testa di Aiace Telamonio. È disegnato con undici tratti, che rappresentano gli undici giocatori in campo. Dalla stagione 2025-2026, in occasione del 125º anniversario dalla fondazione, questo logo sarà ripristinato dopo 34 anni.

Stemma utilizzato dal 1991 al 2025, fatta eccezione per la stagione 2021-2022.

Il logo è introdotto a partire dal 1991 e usato fino al 2025, è la versione stilizzata di quello storico, con l'immagine della testa di Aiace composta da undici linee (anziché rappresentata nello stile di una xilografia come la versione precedente), a simbolizzare il numero dei giocatori di una squadra, a sua volta introdotto nel 1928; prima ancora ritraeva semplicemente un giocatore della squadra.

#### Mascotte
La mascotte ufficiale dell'Ajax è Lucky Lynx. Introdotta a partire dal 2000, è una lince nata sul Monte Olimpo, in Grecia.

#### Inno
L'inno ufficiale è De Ajax Marsch (La marcia dell'Ajax) dal 1918, con il testo scritto da Dirk Knegt, un amico dell'allora presidente dell'Ajax, Marius Koolhaas e la sua musica composta dal belga Emile Painparé, in origine chiamato Ajax Kampioens-Marsch (Marcia dell'Ajax campione) per celebrare il primo campionato vinto dai Lancieri. L'inno ufficiale cadde nel dimenticatoio durante gli anni 70, 80 e 90, ma venne registrato ancora una volta durante uno show teatrale speciale dell'Ajax, scritto per il centenario del club nell'anno 2000. Questa versione dell'inno, cantata da Joop Leeuwendaal, uscì in CD nel 2001 da Dino Music ed è attualmente suonata nell'Amsterdam ArenA all'inizio di ogni match in casa dell'Ajax.

## Strutture

### Stadio

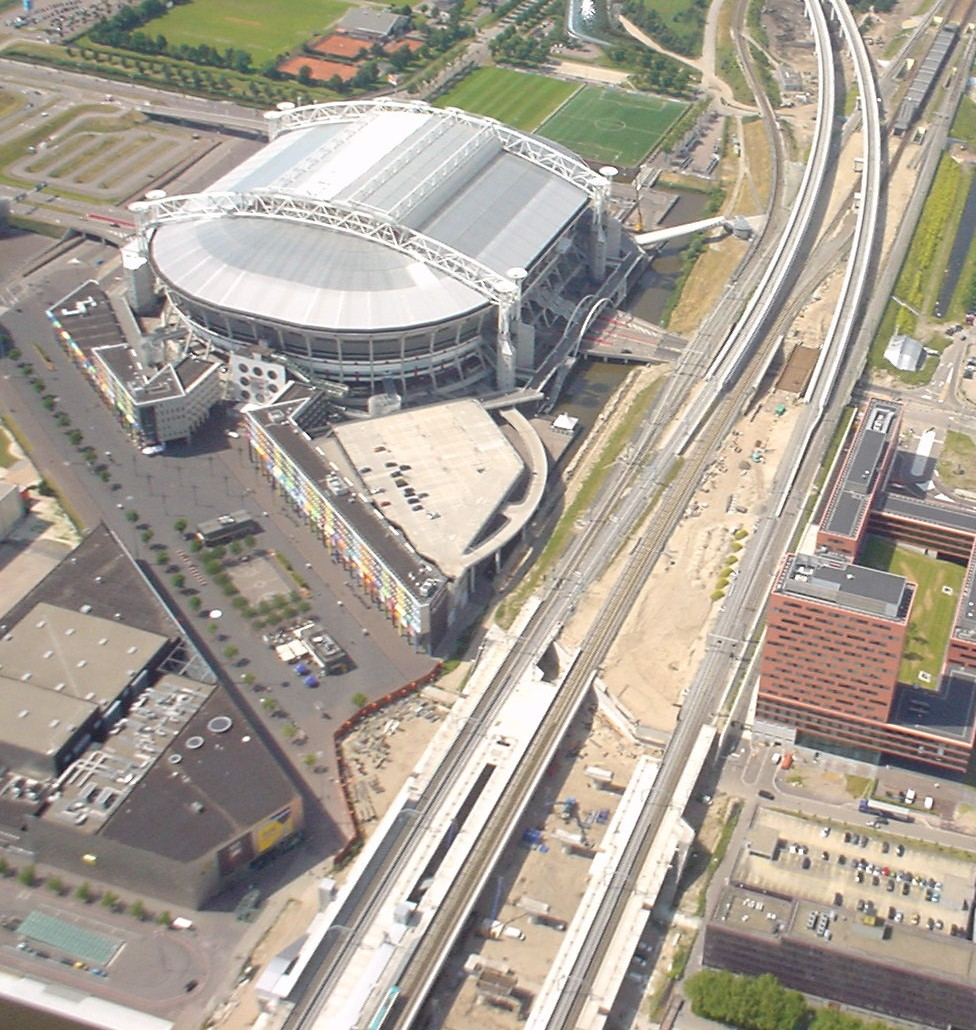
Veduta aerea della Johan Cruijff Arena, già Amsterdam Arena.

Nei suoi primi anni di vita, l'Ajax comincia a giocare su alcuni campi ad Amsterdam-Noord. Il primo stadio è invece l'Het Houten Stadion (lo stadio di legno), situato a Watergraafsmeer. Questo viene costruito nel 1907, mentre le prime gradinate sono del 1911. Con il passare del tempo l'impianto diventa troppo piccolo, e il 9 dicembre 1934 viene inaugurato lo stadio De Meer, mentre il vecchio stadio viene abbattuto. Il De Meer è capace inizialmente di 22.000 spettatori, in seguito aumentati a 29.500 e infine diminuiti a 19.500 per motivi di sicurezza.
Nella sua storia l'Ajax ha utilizzato anche un altro impianto, lo stadio Olimpico, soprattutto in occasione degli incontri internazionali; questo a causa della sua maggior capienza rispetto al De Meer. L'Olympisch Stadion è stato costruito su progetto di Jan Wils in occasione dei Giochi della IX Olimpiade, che si sono tenuti ad Amsterdam nel 1928.
Un nuovo trasferimento avviene nel 1996: l'Ajax si trasferisce nella nuova Amsterdam Arena, e in seguito il De Meer viene abbattuto. Il nuovo stadio è capace di 54.033 posti, e può essere completamente chiuso per mezzo di un tetto retrattile. È stato utilizzato anche durante il campionato europeo di calcio 2000, ospitando, tra le altre partite, la semifinale tra Paesi Bassi e Italia.
Nel 2005 alcuni tifosi della squadra tentano, in seguito alla morte di Rinus Michels, di convincere l'amministrazione dello stadio a intitolare l'impianto all'ideatore del calcio totale. La proposta viene rifiutata, tuttavia nelle partite casalinghe dei lancieri appare spesso uno striscione su cui compare la scritta Rinus Michels Stadion.
Il 25 aprile 2017, proprio nel giorno in cui il suo giocatore più rappresentativo di tutti i tempi avrebbe compiuto settant'anni, viene annunciata ufficialmente l'intitolazione dello stadio a Johan Cruijff e ufficializzata la denominazione Johan Cruijff Arena.

## Società

### Organigramma societario
Fonte: sito ufficiale
- Michael van Praag - Presidente consiglio di vigilanza
- Leo van Wijk - Membro consiglio di vigilanza
- Danny Blind - Membro consiglio di vigilanza
- Cees van Oevelen - Membro consiglio di vigilanza
- Annette Mosman - Membro consiglio di vigilanza
- Georgette Schlick - Membro consiglio di vigilanza
- Ernst Boekhorst - Presidente consiglio dei soci
- Alex Kroes - Direttore generale
- Marijn Beuker - Direttore area tecnica
- Kelvin de Lang - Direttore sportivo
- Menno Geelen - Direttore commerciale
- Susan Lenderink - Direttore finanziario
- Casimir Westerweld - Responsabile sviluppo giovanile

### Sponsor
| Cronologia degli sponsor tecnici . - 1973-1977 Le Coq Sportif - 1977-1980 Puma - 1980-1984 Le Coq Sportif - 1985-1989 Kappa - 1989-2000 Umbro - 2000-oggi Adidas | Cronologia degli sponsor ufficiali . - 1982-1991 TDK - 1991-2008 ABN AMRO - 2008-2014 Aegon - 2015-oggi Ziggo (prima squadra) e ABN AMRO (settore giovanile) |

### Impegno nel sociale
Il 18 marzo 2010, a centodieci anni dalla fondazione del club, nasce la Ajax Foundation, attiva nel sociale in diversi campi.

### Settore giovanile

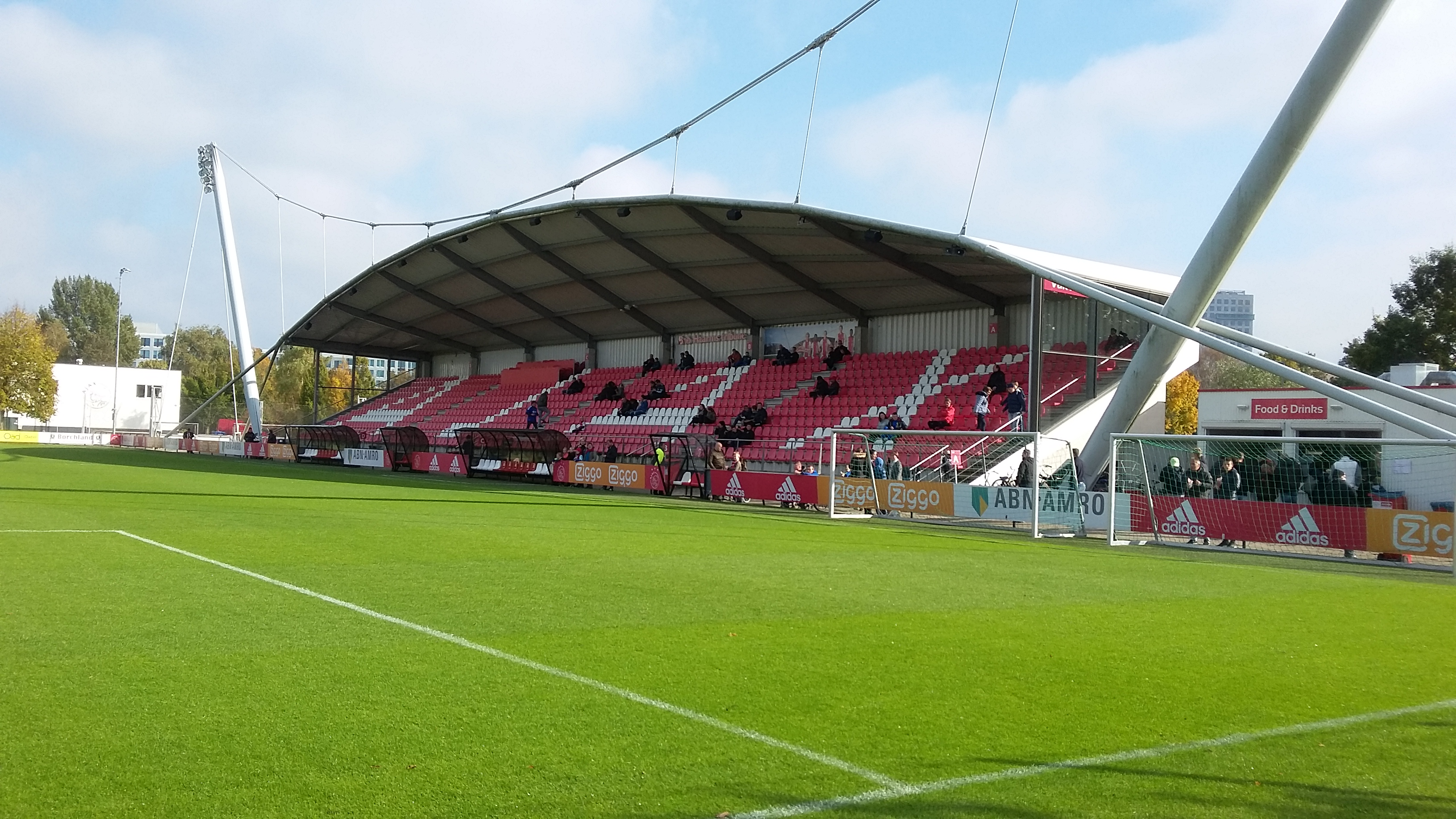
Stadion De Toekomst.

Il settore giovanile dell'Ajax gode di fama mondiale. Ha prodotto nel tempo un gran numero di giocatori che hanno fatto non solo la storia della società, ma spesso anche quella della nazionale olandese. L'Ajax che ha vinto la UEFA Champions League 1994-1995 era composto da ben nove giocatori provenienti dal florido vivaio biancorosso.
I giovani si allenano allo Sportpark De Toekomst ("il futuro" in lingua olandese), situato nei pressi della Johan Cruijff Arena. Qui vengono abituati a giocare in un modo comune a tutte le squadre dell'Ajax, inclusa la prima squadra, in modo da facilitare un loro eventuale inserimento all'interno di essa.
Lo Jong Ajax, la squadra riserve, in passato ha partecipato alla KNVB beker, raggiungendo le semifinali nell'edizione 2001-2002. Nella stagione 2017-2018 invece, partecipa alla Eerste Divisie, la seconda divisione del calcio olandese.

## Allenatori e presidenti

### Allenatori
Fonte
- 01/07/10-30/06/15  Jack Kirwan
- 01/07/15-30/06/25  Jack Reynolds
- 01/07/25-28/12/26  Harold Rose
- 29/12/26-30/06/28  Sid Castle
- 01/07/28-24/06/40  Jack Reynolds
- 25/06/40-30/06/40  Jan Distelbrink
- 01/07/40-30/06/41  Vilmos Halpern
- 01/07/40-30/06/41  Arie de Wit
- 01/07/42-31/10/45  Dolf van Kol
- 01/11/45-10/10/47  Jack Reynolds
- 11/10/47-30/06/48  Robert Smith
- 01/07/48-30/06/50  Walter Crook
- 01/07/50-31/10/50  Jack Reynolds
- 01/11/50-30/06/53  Robert Thomson
- 01/01/53-01/03/53  Karel Kaufman
- 02/03/53-30/06/53  Willibald Stejskal
- 01/07/53-30/06/54  Walter Crook
- 01/07/54-30/05/59  Karl Humenberger
- 31/05/59-01/05/61  Vic Buckingham
- 02/05/61-30/06/62  Keith Spurgeon
- 01/07/62-30/06/63  Joseph Gruber
- 01/07/63-30/03/64  Jack Rowley
- 01/03/64-21/01/65  Vic Buckingham
- 22/01/65-30/06/71  Rinus Michels
- 01/07/71-30/06/73  Ștefan Kovács
- 01/07/73-12/04/74  George Knobel
- 13/04/74-30/06/74  Bobby Haarms
- 01/07/74-12/08/75  Hans Kraay
- 01/09/75-30/06/76  Rinus Michels
- 01/07/76-30/06/78  Tomislav Ivić
- 01/07/78-08/09/79  Cor Brom
- 01/07/79-10/03/81  Leo Beenhakker
- 11/03/81-30/06/81  Aad de Mos
- 01/07/81-30/06/82  Kurt Linder
- 01/07/82-06/05/85  Aad de Mos
- 07/05/85-05/06/85  Spitz Kohn, Cor van der Hart e Tonnie Bruins Slot
- 06/06/85-04/01/88  Johan Cruijff
- 04/01/88-30/06/88  Barry Hulshoff
- 04/01/88-30/06/88  Spitz Kohn
- 04/01/88-30/06/88  Bobby Haarms
- 01/07/88-20/09/88  Kurt Linder
- 08/10/88-30/06/89  Spitz Kohn
- 01/07/89-28/09/91  Leo Beenhakker
- 28/09/91-30/06/97  Louis van Gaal
- 01/07/97-14/11/98  Morten Olsen
- 14/11/98-21/03/00  Jan Wouters
- 21/03/00-30/06/00  Hans Westerhof
- 01/07/00-29/11/01  Co Adriaanse
- 03/12/01-25/02/05  Ronald Koeman
- 26/02/05-13/03/05  Tonnie Bruins Slot
- 26/02/05-13/03/05  Ruud Krol
- 15/03/05-30/06/06  Danny Blind
- 01/07/06-08/10/07  Henk ten Cate
- 09/10/07-30/06/08  Adrie Koster
- 01/07/08-06/05/09  Marco van Basten
- 06/05/09-30/06/09  John van 't Schip
- 01/07/09-06/12/10  Martin Jol
- 06/12/10-30/06/16  Frank de Boer
- 27/06/16-30/06/17  Peter Bosz
- 01/07/17-21/12/17  Marcel Keizer
- 21/12/17-31/12/17  Michael Reiziger
- 28/12/17-30/06/22  Erik ten Hag
- 01/07/22-26/01/23  Alfred Schreuder
- 26/01/23-30/06/23  John Heitinga
- 01/07/23-23/10/23  Maurice Steijn
- 24/10/23-30/10/23  Hedwiges Maduro
- 30/10/23-30/06/24  John van 't Schip
- 01/07/24-19/05/25  Francesco Farioli[47]

### Presidenti
Di seguito viene riportata la lista dei presidenti dell'Ajax dal 1900 a oggi:
- 1900 - 1908: Floris Stempel
- 1908 - 1910: Chris Holst
- 1910 - 1912: Han Dade
- 1912 - 1913: Chris Holst
- 1913 - 1925: Willem Egeman

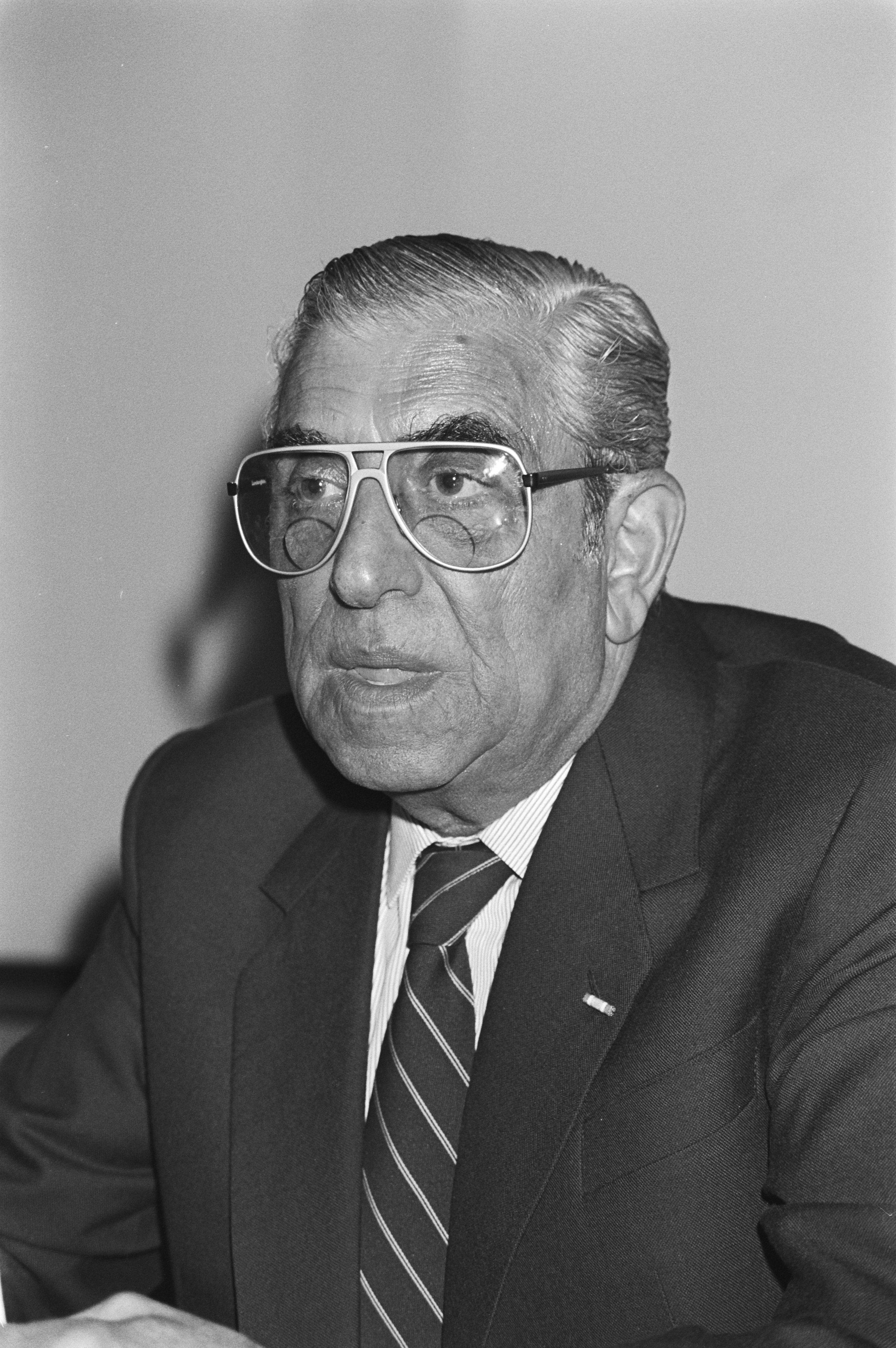
Jaap van Praag in un'immagine del 1981. È stato in carica dal 1964 al 1978, quindi in uno dei periodi più ricchi di successi per il club.

- 1925 - 1926: Willem Egeman, Frans Schoevaart
- 1926 - 1932: Frans Schoevaart
- 1932 - 1956: Marius Koolhaas
- 1956 - 1958: Wim Volkers
- 1958 - 1959: Ferry Dukker, Jan Melchers
- 1959 - 1964: Jan Melchers
- 1964 - 1978: Jaap van Praag
- 1978 - 1988: Ton Harmsen
- 1988 - 1989: Ton Harmsen, Michael van Praag
- 1989 - 2003: Michael van Praag
- 2003 - 2008: John Jaakke
- 2008 - 2011: Uri Coronel
- 2011 - 2020: Hennie Henrichs
- 2020 - 2023: Frank Eijken
- 2023 - oggi: Ernst Boekhorst

## Calciatori

### Vincitori di titoli
- Pallone d'oro: 1 
  - 1971  Johan Cruijff
- Scarpa d'oro: 2 
  - 1982  Wim Kieft
  - 1986  Marco van Basten
- Campionato d'Europa:  
  - 1988  Aron Winter
  - 1988  Arnold Mühren
  - 1988  John Bosman
  - 1988  John van 't Schip
  - 1988  Jan Wouters
- Coppa America:  
  - 2011  Nicolás Lodeiro
  - 2021  Lisandro Martínez
  - 2021  Nicolás Tagliafico
  - 2024  Gerónimo Rulli
- Coppa d'Africa:  
  - 1994  Finidi George
  - 2004  Hatem Trabelsi
- Calciatore olandese dell'anno
  - 1985  Marco van Basten
  - 1990  Jan Wouters
  - 1991  Dennis Bergkamp
  - 1992  Dennis Bergkamp
  - 1993  Jari Litmanen
  - 1996  Ronald de Boer
  - 2004  Maxwell
  - 2008  John Heitinga
  - 2010  Luis Suárez
  - 2012  Jan Vertonghen
  - 2014  Daley Blind
  - 2016  Davy Klaassen
  - 2018  Justin Kluivert
- Talento dell'anno
  - 1986  Aron Winter
  - 1987  Bryan Roy
  - 1989  Richard Witschge
  - 1990  Dennis Bergkamp
  - 1992  Marc Overmars
  - 1993  Clarence Seedorf
  - 1994  Clarence Seedorf
  - 1995  Patrick Kluivert
  - 2001  Rafael van der Vaart
  - 2004  Wesley Sneijder
  - 2006  Klaas-Jan Huntelaar
  - 2010  Gregory van der Wiel
  - 2011  Christian Eriksen
  - 2014  Davy Klaassen
  - 2017  Frenkie de Jong
  - 2018  Justin Kluivert
- Gouden Schoen
  - 1983  Piet Schrijvers
  - 1985  Frank Rijkaard
  - 1987  Frank Rijkaard
  - 1993  Marc Overmars
  - 1995  Danny Blind
  - 1996  Danny Blind
  - 1998  Edwin van der Sar
  - 2002  Cristian Chivu
  - 2004  Maxwell
- Portiere dell'anno
  - 1990  Stanley Menzo
  - 1994  Edwin van der Sar
  - 1995  Edwin van der Sar
  - 1996  Edwin van der Sar
  - 1997  Edwin van der Sar
- Capocannonieri della Coppa dei Campioni-Champions League
  - 1980  Søren Lerby
  - 1996  Jari Litmanen
- Capocannonieri della Coppa delle Coppe
  - 1987  John Bosman
- Capocannonieri della Coppa UEFA-Europa League
  - 1976  Ruud Geels
- Capocannonieri della Eredivisie
  - 1960  Henk Groot
  - 1961  Henk Groot
  - 1967  Johan Cruijff
  - 1972  Johan Cruijff
  - 1975  Ruud Geels
  - 1976  Ruud Geels
  - 1977  Ruud Geels
  - 1978  Ruud Geels
  - 1982  Wim Kieft
  - 1984  Marco van Basten
  - 1985  Marco van Basten
  - 1986  Marco van Basten
  - 1987  Marco van Basten
  - 1991  Dennis Bergkamp
  - 1992  Dennis Bergkamp
  - 1993  Dennis Bergkamp
  - 1994  Jari Litmanen
  - 2006  Klaas Jan Huntelaar
  - 2008  Klaas Jan Huntelaar
  - 2010  Luis Suárez
  - 2019  Dusan Tadic
  - 2022  Sébastien Haller

### L'Ajax e le nazionali
Numerosi sono i giocatori dell'Ajax convocati con le loro nazionali a disputare eventi internazionali. Di seguito, manifestazione per manifestazione, i militanti nell'Ajax al momento della convocazione.
Italia 1934
- Wim Anderiesen
- Jan van Diepenbeek

Francia 1938
- Wim Anderiesen
- Dick Been

Germania Ovest 1974
- Arie Haan
- Piet Keizer
- Ruud Krol
- Johan Neeskens
- Johnny Rep
- Wim Suurbier

Argentina 1978
- Piet Schrijvers
- Dick Schoenaker
- Ruud Krol

Italia 1990
- Jan Wouters
- Richard Witschge
- John van 't Schip
- Bryan Roy
- Aron Winter
- Danny Blind
- Stanley Menzo
- Peter Larsson
- Stefan Pettersson

Stati Uniti 1994
- Frank de Boer
- Frank Rijkaard
- Marc Overmars
- Ronald de Boer
- Edwin van der Sar
- Danny Blind
- Peter van Vossen
- Finidi George

Francia 1998
- Edwin van der Sar
- Frank de Boer
- Ronald de Boer
- Michael Laudrup
- Benni McCarthy
- Tijjani Babangida
- Sunday Oliseh

Corea del Sud-Giappone 2002
- Steven Pienaar
- John O'Brien
- Pius Ikedia
- Zlatan Ibrahimović
- Hatem Trabelsi

Germania 2006
- John Heitinga
- Hedwiges Maduro
- Wesley Sneijder
- Ryan Babel
- Maarten Stekelenburg
- Markus Rosenberg
- Zdeněk Grygera
- Tomáš Galásek
- Hatem Trabelsi

Sudafrica 2010
- Maarten Stekelenburg
- Gregory van der Wiel
- Demy de Zeeuw
- Luis Suárez
- Nicolás Lodeiro
- Marko Pantelić
- Dennis Rommedahl
- Christian Eriksen
- Eyong Enoh

Brasile 2014
- Jasper Cillessen
- Daley Blind
- Joël Veltman

Russia 2018
- Hakim Ziyech
- Kasper Dolberg
- Lasse Schøne
- Nicolás Tagliafico

Qatar 2022
- Remko Pasveer
- Jurriën Timber
- Steven Bergwijn
- Steven Berghuis
- Davy Klaassen
- Daley Blind
- Kenneth Taylor
- Edson Álvarez
- Jorge Sánchez
- Dušan Tadić
- Mohammed Kudus

Jugoslavia 1976
- Piet Schrijvers
- Wim Suurbier
- Ruud Krol
- Ruud Geels

Italia 1980
- Piet Schrijvers

Francia 1984
- Jesper Olsen
- Jan Mølby

Germania Ovest 1988
- Aron Winter
- Arnold Mühren
- John Bosman
- John van 't Schip
- Jan Wouters

Svezia 1992
- Danny Blind
- Dennis Bergkamp
- John van 't Schip
- Stanley Menzo
- Aron Winter
- Frank de Boer
- Wim Jonk
- Bryan Roy

Inghilterra 1996
- Edwin van der Sar
- Michael Reiziger
- Danny Blind
- Ronald de Boer
- Edgar Davids
- Patrick Kluivert
- Peter Hoekstra
- Winston Bogarde

Belgio-Paesi Bassi 2000
- Aron Winter
- Bogdan Lobonț
- Cristian Chivu
- Jesper Grønkjær

Portogallo 2004
- Rafael van der Vaart
- Wesley Sneijder
- John Heitinga
- Zlatan Ibrahimović
- Zdeněk Grygera
- Tomáš Galásek

Austria-Svizzera 2008
- John Heitinga
- Maarten Stekelenburg
- Klaas-Jan Huntelaar

Polonia-Ucraina 2012
- Gregory van der Wiel
- Christian Eriksen

Francia 2016
- Arkadiusz Milik

Europa 2020
- Maarten Stekelenburg
- Davy Klaassen
- Daley Blind
- Ryan Gravenberch
- Jurriën Timber

Germania 2024
- Brian Brobbey
- Steven Bergwijn
- Josip Šutalo
- Borna Sosa
- Ahmetcan Kaplan

Argentina 2011
- 2011  Nicolás Lodeiro

Brasile 2019
- 2019  David Neres
- 2019  Nicolás Tagliafico

Brasile 2021
- 2021  Lisandro Martínez
- 2021  Nicolás Tagliafico

USA 2024
- 2024  Gerónimo Rulli

Tunisia 1994
- Finidi George

Burkina Faso 1998
- Benni McCarthy

Ghana-Nigeria 2000
- Tijjani Babangida

Mali 2002
- Mido
- Hatem Trabelsi

Tunisia 2004
- Hatem Trabelsi

Egitto 2006
- Hatem Trabelsi

Angola 2010
- Eyong Enoh

Sudafrica 2013
- Thulani Serero

Gabon 2017
- Bertrand Traoré

Egitto 2019
- Noussair Mazraoui
- Hakim Ziyech
- André Onana

Camerun 2021
- Mohammed Kudus
- Sébastien Haller
- André Onana

## Palmarès

### Competizioni nazionali
- Campionato olandese: 36  (record)

1917-1918, 1918-1919, 1930-1931, 1931-1932, 1933-1934, 1936-1937, 1938-1939, 1946-1947, 1956-1957, 1959-1960 
 1965-1966, 1966-1967, 1967-1968, 1969-1970, 1971-1972, 1972-1973, 1976-1977, 1978-1979, 1979-1980, 1981-1982  1982-1983, 1984-1985, 1989-1990, 1993-1994, 1994-1995, 1995-1996, 1997-1998, 2001-2002, 2003-2004, 2010-2011 
 2011-2012, 2012-2013, 2013-2014, 2018-2019, 2020-2021, 2021-2022
- Coppa dei Paesi Bassi: 20  (record)

1916-1917, 1942-1943, 1960-1961, 1966-1967, 1969-1970, 1970-1971, 1971-1972, 1978-1979, 1982-1983, 1985-1986, 1986-1987, 1992-1993, 1997-1998, 1998-1999, 2001-2002, 2005-2006, 2006-2007, 2009-2010, 2018-2019, 2020-2021
- Supercoppa dei Paesi Bassi: 9

1993, 1994, 1995, 2002, 2005, 2006, 2007, 2013, 2019

### Competizioni internazionali
- Coppa dei Campioni/UEFA Champions League: 4  (record olandese)

1970-1971, 1971-1972, 1972-1973, 1994-1995
- Coppa delle Coppe: 1  (record olandese)

1986-1987
- Coppa UEFA: 1

1991-1992
- Supercoppa UEFA: 2  (record olandese)

1973, 1995
- Coppa Intercontinentale: 2  (record olandese)

1972, 1995
- Coppa Piano Karl Rappan: 1

1961-1962
- Coppa dei Vincitori: 1 (record olandese)

1935

## Statistiche e record

### Partecipazione ai campionati e ai tornei internazionali

#### Campionati nazionali
Alla stagione 2024-2025 il club ha ottenuto le seguenti partecipazioni ai campionati nazionali:
| Livello | Categoria     | Partecipazioni | Debutto   | Ultima stagione | Totale |
| ------- | ------------- | -------------- | --------- | --------------- | ------ |
| 1º      | Eerste klasse | 40             | 1911-1912 | 1954-1955       | 110    |
| 1º      | Hoofdklasse   | 1              | 1955-1956 | 1955-1956       | 110    |
| 1º      | Eredivisie    | 69             | 1956-1957 | 2024-2025       | 110    |
| 2º      | Tweede klasse | 11             | 1903-1904 | 1916-1917       | 11     |
| 3º      | Derde klasse  | 1              | 1902-1903 | 1902-1903       | 1      |

#### Tornei internazionali
Alla stagione 2024-2025 il club ha ottenuto le seguenti partecipazioni ai tornei internazionali:
| Categoria                                | Partecipazioni | Debutto   | Ultima stagione |
| ---------------------------------------- | -------------- | --------- | --------------- |
| Coppa dei Campioni/UEFA Champions League | 39             | 1957-1958 | 2022-2023       |
| Coppa delle Coppe                        | 5              | 1961-1962 | 1993-1994       |
| Coppa Intercontinentale                  | 2              | 1972      | 1995            |
| Supercoppa UEFA                          | 3              | 1973      | 1995            |
| Coppa UEFA/UEFA Europa League            | 31             | 1974-1975 | 2024-2025       |
| Coppa delle Fiere                        | 1              | 1969-1970 | 1969-1970       |
| UEFA Europa Conference League            | 1              | 2023-2024 | 2023-2024       |

### Statistiche di squadra
L'Ajax ha vinto per trentasei volte il campionato olandese e per diciannove la KNVB beker, risultando la squadra più vincente in queste due competizioni; inoltre per otto volte questi due trofei sono stati vinti insieme nella stessa stagione, ottenendo così il double. Per quanto riguarda la Johan Cruijff Schaal, la vittoria dei nove trofei non rappresenta un record: i Lancieri sono infatti superati dal PSV, che ne ha conquistati undici.
A livello internazionale l'Ajax e riuscito a vincere tutti e tre i maggiori tornei europei di calcio per club: Coppa dei Campioni, Coppa delle Coppe e Coppa UEFA, oltre ad aver conquistato per due volte sia la Coppa Intercontinentale sia la Supercoppa UEFA. È stato inoltre insignito dalla UEFA del multiple-winner badge, in virtù delle tre Coppe dei Campioni conquistate consecutivamente all'inizio degli anni settanta. Da non dimenticare che la squadra ha conquistato il treble classico nel 1972, sotto la guida del romeno Ștefan Kovács, mentre nel 1995, con in panchina Louis van Gaal, ha realizzato il treble costituito dal titolo di campione nazionale, europeo e mondiale.
La serie di vittorie consecutive in casa più lunga in partite ufficiali è di 52, ottenuta a cavallo tra il 1971 e il 1973 (in Eredivisie 35, tra il 1971 e il 1972). Invece la serie di vittorie consecutive più lunga in partite ufficiali è di 26 incontri, sempre tra il 1971 ed il 1973, mentre per l'Eredivisie sono record i 19 incontri messi in fila in due occasioni, nel 1995 e tra il 1971 e il 1972.
Migliori vittorie:
- in assoluto: 17-0 contro il VUC durante il campionato 1930-1931;
- in campo internazionale: 14-0 contro i lussemburghesi del Red Boys Differdange nella Coppa UEFA 1984-1985[49];
- in Coppa: 14-1 contro il WHC nella KNVB beker 2009-2010;
- in Eredivisie: 13-0 contro il VVV-Venlo nella sesta giornata della Eredivisie 2020-2021.

Peggiori sconfitte:
- in assoluto: 9-0 contro l'AVV nella KNVB beker 1906-1907;
- in campionato: 9-1 contro il DFC nel campionato 1912-1913;
- in Eredivisie: 6-0 contro il Feyenoord nella Eredivisie 2023-2024;
- in campo internazionale: 6-1 contro il Napoli nella Champions League 2022-2023.

### Statistiche individuali
Il numero di gol massimo messi a segno da un giocatore dell'Ajax in una singola partita è sette, realizzati da due giocatori: da Piet Strijbosch nella già citata gara vinta per 17-0 contro il VUC, e da Piet van Reenen nella vittoria esterna per 9-1 contro il Veendam (campionato 1931-1932). In tempi più recenti hanno invece realizzato sei reti Arkadiusz Milik (nel 9-0 contro lo JOS Watergraafsmeer, KNVB beker 2014-2015), Johan Cruijff (nell'8-1 contro l'AZ'67, Eredivisie 1970-1971), Luis Suárez (nel già citato 14-1 contro il WHC) e Marco van Basten (nel 9-0 contro lo Sparta Rotterdam, Eredivisie 1985-1986).
In campo internazionale sono invece un record i cinque gol messi a segno da van Basten nel 14-0 contro il Red Boys Differdange di cui si è parlato in precedenza, e da Søren Lerby (nel 10-0 ottenuto contro l'Omonia, Coppa dei Campioni 1979-1980). In termini assoluti il giocatore con più presenze nelle competizioni europee è Danny Blind a quota 79, mentre il miglior marcatore è Jari Litmanen con 26 gol.
| Record di presenze In tutte le partite ufficiali - 603 Sjaak Swart (1956-1973) - 509 Wim Suurbier (1964-1977) - 493 Danny Blind (1986-1999) - 489 Piet Keizer (1961-1974) - 457 Ruud Krol (1968-1980) - 434 Frank de Boer (1988-1998) - 425 Ben Muller (1958-1970) - 386 Barry Hulshoff (1965-1977) - 369 Johan Cruijff (1964-1973, 1981-1983) - 356 Piet Schrijvers (1974-1983) - 348 Dick Schoenaker (1976-1985) - 347 John van 't Schip (1981-1992) - 343 Sonny Silooy (1981-1996) - 342 Ger van Mourik (1950-1963) - 337 Frank Rijkaard (1980-1987, 1993-1995) - 335 Ton Pronk (1960-1970) - 325 Gé van Dijk (1942-1957) - 321 Stanley Menzo (1984-1994) - 313 Edwin van der Sar (1991-1999) - 308 Gerrit Keizer (1929-1948) | Record di reti In tutte le partite ufficiali - 278 Piet van Reenen (1929-1942) - 271 Johan Cruijff (1964-1973, 1981-1983) - 227 Sjaak Swart (1957-1973) - 211 Henk Groot (1959-1969) - 189 Piet Keizer (1961-1974) - 153 Ruud Geels (1974-1978) - 153 Klaas-Jan Huntelaar (2006-2008, 2017-2021) - 152 Marco Van Basten (1982-1987) - 135 Theo Brokmann (1913-1926) - 133 Jari Litmanen (1993-2003) - 129 Cees Groot (1959-1964) - 126 Wim Volkers (1923-1935) - 121 Dennis Bergkamp (1987-1993) - 120 Rinus Michels (1946-1957) - 111 Luis Suárez (2007-2010) - 106 John Bosman (1983-1988) - 105 Dusan Tadic (2018-2023) - 104 Dick Schoenaker (1976-1985) - 104 Gerrit Fischer (1934-1950) - 100 Stefan Pettersson (1988-1994) |

## Tifoseria
I tifosi dell'Ajax hanno numerose simpatie nei confronti del popolo ebraico e utilizzano ampiamente la stella di Davide e la bandiera israeliana fra i loro vessilli. Allo stesso modo sono chiamati Gli ebrei da parte dei tifosi avversari. Tutto questo è dovuto al fatto che il club è originario della zona dell'antico ghetto ebraico di Amsterdam e nella sua storia ha avuto numerosi presidenti e dirigenti di origini ebraiche che sostenevano la causa sionista.
La maggiore rivalità è quella con il Feyenoord, con cui l'Ajax disputa il De Klassieker, il "classico" del calcio olandese.

## Organico

### Rosa 2025-2026
Rosa e numerazione aggiornate al 12 agosto 2025.
| N. |                        | Ruolo | Calciatore      |
| -- | ---------------------- | ----- | --------------- |
| 1  | Rep. Ceca (bandiera)   | P     | Vítězslav Jaroš |
| 2  | Brasile (bandiera)     | D     | Lucas Rosa      |
| 3  | Danimarca (bandiera)   | D     | Anton Gaaei     |
| 4  | Paesi Bassi (bandiera) | D     | Jorrel Hato     |
| 5  | Paesi Bassi (bandiera) | D     | Owen Wijndal    |
| 6  | Paesi Bassi (bandiera) | C     | Youri Regeer    |
| 7  | Spagna (bandiera)      | C     | Raúl Moro       |
| 8  | Paesi Bassi (bandiera) | C     | Kenneth Taylor  |
| 9  | Paesi Bassi (bandiera) | A     | Brian Brobbey   |
| 10 | Israele (bandiera)     | C     | Oscar Gloukh    |
| 11 | Belgio (bandiera)      | A     | Mika Godts      |
| 12 | Paesi Bassi (bandiera) | P     | Jay Gorter      |
| 13 | Turchia (bandiera)     | D     | Ahmetcan Kaplan |
| 15 | Paesi Bassi (bandiera) | D     | Youri Baas      |

| N. |                         | Ruolo | Calciatore               |
| -- | ----------------------- | ----- | ------------------------ |
| 17 | Norvegia (bandiera)     | A     | Oliver Valaker Edvardsen |
| 18 | Paesi Bassi (bandiera)  | C     | Davy Klaassen (capitano) |
| 20 | Burkina Faso (bandiera) | A     | Bertrand Traoré          |
| 21 | Paesi Bassi (bandiera)  | C     | Branco van den Boomen    |
| 22 | Paesi Bassi (bandiera)  | P     | Remko Pasveer            |
| 23 | Paesi Bassi (bandiera)  | A     | Steven Berghuis          |
| 25 | Paesi Bassi (bandiera)  | A     | Wout Weghorst            |
| 28 | Paesi Bassi (bandiera)  | C     | Kian Fitz-Jim            |
| 31 | Belgio (bandiera)       | D     | Jorthy Mokio             |
| 36 | Paesi Bassi (bandiera)  | D     | Dies Janse               |
| 37 | Croazia (bandiera)      | D     | Josip Šutalo             |
| 44 | Paesi Bassi (bandiera)  | C     | Youri Regeer             |
|    | Norvegia (bandiera)     | C     | Sivert Mannsverk         |

### Maglie ritirate
- 14 -  Johan Cruijff
- 34 -  Abdelhak Nouri

### Staff tecnico
- John Heitinga - Allenatore
- Marcel Keizer - Vice allenatore
- Frank Peereboom - Vice allenatore
- Urby Emanuelson - Vice allenatore
- Erik Heijblok - Allenatore dei portieri
- Harmen Kuperus - Allenatore dei portieri
- Alessandro Schoenmaker - Preparatore atletico
- Callum Walsh - Preparatore atletico
- Kevin Keij - Capo Match Analist
- Osman Kul - Capo Match Analist
- Heini Otto - Allenatore coordinazione
- Dimitrios Goumas - Analyst avversario